# DeWitt Clinton
DeWitt Clinton (Little Britain, 1769. március 2. – Albany, 1828. február 11.) az Amerikai Egyesült Államok szenátora (New York, 1802–1803).